# Die Villa am Rande der Zeit
Die Villa am Rande der Zeit  (Originaltitel: Sitnčarnica "Kod srećne ruke") ist ein Roman von Goran Petrović. Er erschien erstmals 2000 in serbischer Sprache. Die deutschsprachige Übersetzung von Susanne Böhm-Milosavljević erschien 2010 im dtv Verlag.

## Inhalt
Der Belgrader Slawistikstudent Adam Lozanić steht kurz vor seinem Abschluss und arbeitet neben seinem Studium als Lektor und Korrektor. Eines Tages bekommt er den Auftrag, den Roman „Mein Vermächtnis“ von Anastas Branica zu lektorieren. Als er den Roman in der Nationalbibliothek ausleiht, fällt ihm Jelena, eine junge Frau, die sich ein Wörterbuch für Englisch ausgeliehen hat, auf. Er möchte sie gerne kennenlernen, doch er weiß zu wenig von ihr.
Der Leser erfährt, dass Anastas Branica 1920 geboren ist und in seiner Jugend viel gelesen hat. Er konnte sich in die Handlung von Büchern imaginieren, wodurch er oft verträumt wirkte und seinem Stiefvater Unmut einbrachte. Eines Tages merkte er, dass er einem Mädchen, Milena, dadurch näherkommen konnte, indem er wusste, dass diese in der Mädchenschule am anderen Ende der Stadt dasselbe Biologiebuch las und sich durch die Lektüre mit ihr im Buch treffen könnte. Aus diesem Grund hat Anastas auch seinen Roman in den 1940er Jahren geschrieben. Er erschien im Eigenverlag in einer Auflage von zehn Exemplaren und wurde seinerzeit von den Literaturkritikern verrissen. Den Roman hat Anastas aus Liebe zu Nathalie Houville geschrieben. Diese hat er während seines Architekturstudiums in Paris kennengelernt. Anastas' Absicht war es, sich im Buch mit Nathalie während der gemeinsamen Lektüre zu treffen.
Währenddessen lebt Jelena, die schnell Englisch lernen und das Land verlassen möchte, bei Natalija Dimitrijević zur Miete. Die alte Frau hütet eine Privatbibliothek, in die sie Jelena einführt und war als junge Frau unglücklich in Anastas verliebt. Aus Liebe zu ihm hat sie nie geheiratet.
Adam versinkt immer tiefer in die Handlung des Romans, die nur ausführlichen Beschreibung einer Villa mit einer Parkanlage besteht. Bei der Lektüre begegnet Adam den anderen Lesern des Romans. Schließlich trifft er auf Jelena. Als Adam auffällt, dass Anastas bei der Beschreibung der Villa die Stühle vergessen hat, lehnt sich Jelena im Buch an ihn. Adam lässt seinen Stift fallen und genießt diesen Moment.

## Kritik
„Die angenehm altertümliche Anmutung der „Villa am Rande der Zeit“ wird verstärkt durch die das behutsame Erzähltempo, die kursiv gesetzten Zusammenfassungen vor jedem Kapitel und die virtuose Verwendung kleiner Motive, die wiederholt auftauchen. Im letzten Drittel gewinnt diese leichthändige Mischung aus historischen, romantischen und fantastischen Elementen dann deutlich an Zug und Spannung. Sie entwickelt genau den Lesesog, den Petrovik [sic!] immer wieder beschreibt.“

## Auszeichnungen
- 2000: NIN-Literaturpreis für Die Villa am Rande der Zeit.

### Ausgaben
- Goran Petrović:  Die Villa am Rande der Zeit. Roman. Übersetzt von Susanne Böhm-Milosavljević, dtv, München 2010, ISBN 978-3-423-24824-2